# Arkādijas Have
Arkādijas Have (også Arkādija Park; lettisk: Arkādijas dārzs) er én af de typiske landskabshaver i Riga, hovedstaden i Letland. Haven ligger i bydelen Torņakalns og omfatter et areal på 6,92 hektar.
I 1808 oprettedes på dette sted en privat have. Med henblik på kommerciel drift opførtes i 1885 et teater i haven; en boldspilbane indrettedes også og parken omdannedes til fornøjelsessted, som Rigas Byråd købte i 1896 og navngav Torņakalna Park. I 1905 udvidedes haven, og nye planter og grønne områder tilplantedes, et gartnerhus opførtes og bækken Mārupītes forløb ændredes til at gå gennem haven. I bækkens tidligere forløb anlagdes damme, vandfald, broer samt nye stier. I 1911 afsluttedes havens udbygning og omdøbtes til Arkādija Park. I 1927 opførtes en musikestrade efter et projekt af arkitekt Pauls Kundziņš, som langt senere nedbrændte og nu er nedrevet.. En del af haven udlejedes for at finansiere havens drift, og lejeren opførte en restaurant som i 1958 ombyggedes til biograf.
Nordvestligt for Arkādijas Have befinder sig den i 1950 etablerede, 1,45 hektar store Lille Arkādijas Have (lettisk: Mazais Arkādijas dārzs).